# بكاء الرضع
إن بكاء الرضع هو صراخ كرد فعل نتيجة لتحفيز داخلي أو خارجي. يبكي الرضع كشكل من أشكال التواصل الغريزي الأساسي. بشئكل ضروري، ينتقل حديثي الولادة من الحياة في الرحم إلى البيئة الخارجية.  ما يصل إلى 27% من الآباء يصفون مشاكل بكاء الرضع في الأشهر الأربعة الأولى.
```
حوالي ما ما يصل إلى 38% يتم تحديد مشكلة مع بكاء الرضع في غضون السنة الأولى. و يمكن للوالدين أن يقلقوا بشأن مقدار الوقت الذي يبكي فيه 
الرضيع
، وكيف يمكن للطفل أن يعزيهم، ويعطل أنماط 
النوم
.
[
1
]
[
4
]
 و يستخدم 
المغص
 كمرادف للبكاء المفرط للرضع، على الرغم من أن المغص قد لا يكون عادة سبب البكاء المفرط.
[
5
]
[
6
]
```

## روابط خارجية
- Crying it out

## قائمة المراجع
- Walker، Marsha (2011). Breastfeeding management for the clinician : using the evidence. Sudbury, Mass: Jones and Bartlett Publishers. ISBN:9780763766511.